# Lundsbrunn
Lundsbrunn – miejscowość (tätort) w Szwecji, w regionie administracyjnym (län) Västra Götaland, w gminie Götene.
Według danych Szwedzkiego Urzędu Statystycznego liczba ludności wyniosła: 909 (31 grudnia 2015), 892 (31 grudnia 2018) i 887 (31 grudnia 2019).